# Agencia de Atención Animal de la Ciudad de México
La Agencia de Atención Animal (AGATAN) es un órgano desconcentrado del gobierno de la Ciudad de México, adscrito a la Secretaría del Medio Ambiente de la Ciudad de México, cuyo objetivo es generar políticas públicas en favor de la protección y cuidado de los animales de la ciudad para su bienestar.
Desde octubre de 2024, la titular de la agencia es la exdiputada Ana Villagrán Villasana, quien comenzó en la administración de Clara Brugada como jefa de gobierno de la Ciudad de México.

## Marco legal y fundación
La Constitución política de la Ciudad de México reconoce a los animales como seres sintientes y con derechos de recibir un trato digno, en su artículo 13, inciso B.

La Agencia de Atención Animal de la Ciudad de México fue creada en 2017, mediante un decreto emitido por el entonces jefe de gobierno de la CDMX Miguel Ángel Mancera y presentada en la Ley de Protección Animal de la Ciudad de México, publicada en la Gaceta Oficial de la Ciudad de México del 27 de junio. La Agencia de Atención de Animal de la Ciudad de México se menciona en el Capítulo XII, artículo 72 de la ley, y dice:
Artículo 72.- La Agencia de Atención Animal es un órgano desconcentrado del Gobierno de la Ciudad de México, sectorizado a la Secretaría del Medio Ambiente, con autonomía técnica, que tiene por objeto generar y desarrollar las políticas públicas en materia de protección y cuidado de los animales en la Ciudad de México, así como la aplicación de las disposiciones de la presente Ley.

## Actividades

### Campañas de esterilización y vacunación (jornadas de bienestar)
Agatan realiza campañas de esterilización permanente en la Ciudad de México para animales de compañía, para así reducir riesgos de enfermedades y reducir la natalidad de perros y gatos en situación de calle. Estas campañas son gratuitas y se realizan en las instalaciones de la Agencia de Atención Ambiental, cerca del Bosque de Chapultepec.
También realiza campañas de esterilización en las distintas alcaldías de la Ciudad de México.
En 2023, se realizó una campaña de esterilización de animales de compañía en Milpa Alta, junto con la Facultad de Medicina Veterinaria y Zootecnia de la UNAM y el Comité Pro-animal. Durante este evento se esterilizaron tanto a perros con tutores como aquellos en situación de abandono.

### Registro Único de Animales de Compañía (RUAC)
Agatan está encargada del Registro Único de Animales de Compañía en la Ciudad de México, a través de una plataforma virtual. El objetivo de este registro es tener un control de la población de los animales de compañía, que tengan un reconocimiento legal y un apoyo en casos de extravío, maltrato, accidentes, etc. A junio de 2023, habían registrado a 100 mil 981 perros y 36 mil 459 gatos; de los cuales había 53 mil 943 perros hembra; 47 mil 038 perros macho; así como 19 mil 864 gatos hembras y 16 mil 595 gatos machos.
En medios de comunicación, este registro se compartió como "CURP para mascotas", haciendo alusión a la Clave Única de Registro de Población (CURP), de personas humanas.

### Capacitación en bienestar animal
La agencia realiza capacitaciones sobre el bienestar animal y tutela responsable en la Ciudad de México, incluyendo a jueces y dependencias de gobierno.

### Hospital Veterinario de la Ciudad de México
Desde el 2019, Agatan administra este inmueble ubicado en la Alcaldía Iztapalapa. En 2020, suspendió sus servicios a consecuencia de la pandemia de COVID-19 en México y hasta finales del 2021 retomó sus funciones. Cuenta con especialistas que brindan consultas de emergencia, cirugías ortopédicas, análisis de laboratorio, desparasitación, hospitalización, terapia de rehabilitación, entre otros servicios los cuales tienen costo y la atención está destinada a gatos, perros y fauna silvestre.
Sin embargo, el hospital ha sido motivo de diversos debates y protestas, ya que medios de comunicación y personas usuarias cuestionan la poca disponibilidad de servicios, falta de insumos, problemáticas en la contratación de las personas especialistas, entre otras cuestiones que han entorpecido el uso del hospital para su objetivo principal que es la atención a los animales.

### Convenios
En 2019, se firma un convenio con la empresa de alimentos para animales Mars.
En 2025, se firma el acuerdo de fortalecimiento en el rescate de animales por parte de la Secretaría del Medio Ambiente (SEDEMA) y el Heroico Cuerpo de Bomberos de la Ciudad de México (HCBCDMX).

## Premios y reconocimientos
En 2020, AGATAN, obtuvo el Premio Ciudad Amiga de los Animales, en su segunda edición, otorgado por World Animal Protection, por impulsar y generar políticas públicas en favor de los animales de compañía en la Ciudad de México.
En esa misma edición, AGATAN, obtuvo el segundo lugar en la categoría Animales con dueños responsables, por la creación de la base de datos de animales de compañía en la Ciudad de México, conocida como Registro Único de Animales de Compañía (RUAC).